# Palárikovo
Palárikovo (do roku 1948 Slovenský Meder, maďarsky Tótmegyer) je obec na jihozápadě Slovenska v okrese Nové Zámky, v Nitranském kraji. Nachází se na Podunajské nížině, cca 88 km od Bratislavy a 13 km od Nových Zámků, má rozlohu 51,294 km² a 4 243 obyvatel (2019). Od 1. srpna roku 1948 obec nese jméno významného slovenského dramatika a publicisty Jána Palárika.

## Místní části
K obci patří místní části – Čiky, Ľudovítov, Jur, Žofia a Drahy.

## Historie
Archeologickými nálezy je osídlení doloženo od neolitu po středověk. Významné bylo keltské pohřebiště z 3.–1. století před n. l.,  sídlištní objekt z římské doby a středověký hřbitov. Obec Meder je písemně doložena k roku 1248 jako majetek uherských královen. Do roku 1431 patřila k majetku Ctibora, majitele Šuranského hradu. V letech 1308–1321 obec trpěla válkou Matúše Čáka Trenčanského s vojskem uherského krále Karla Roberta z Anjou. Roku 1430 se regionem dvakrát přehnala husitská vojska. Rozhodnutím soudu z 28. března 1435 majetek přešel na krále Zikmunda Lucemburského, který Slovenský Meder daroval za služby Michalovi Orsághovi. Ze středověku se dochovaly cenné archeologické nálezy v podobě pozůstatků kamenných staveb a keramiky.
Osmanští Turci obec dobyli v roce 1559 a v roce 1617 se připomíná jako pustá. V roce 1676 se v regionu zformovali Turci k vpádu na Moravu. Od roku 1690 patřila obec moravskému rodu Kouniců, s nimiž přišli také kolonisté z Moravy. 

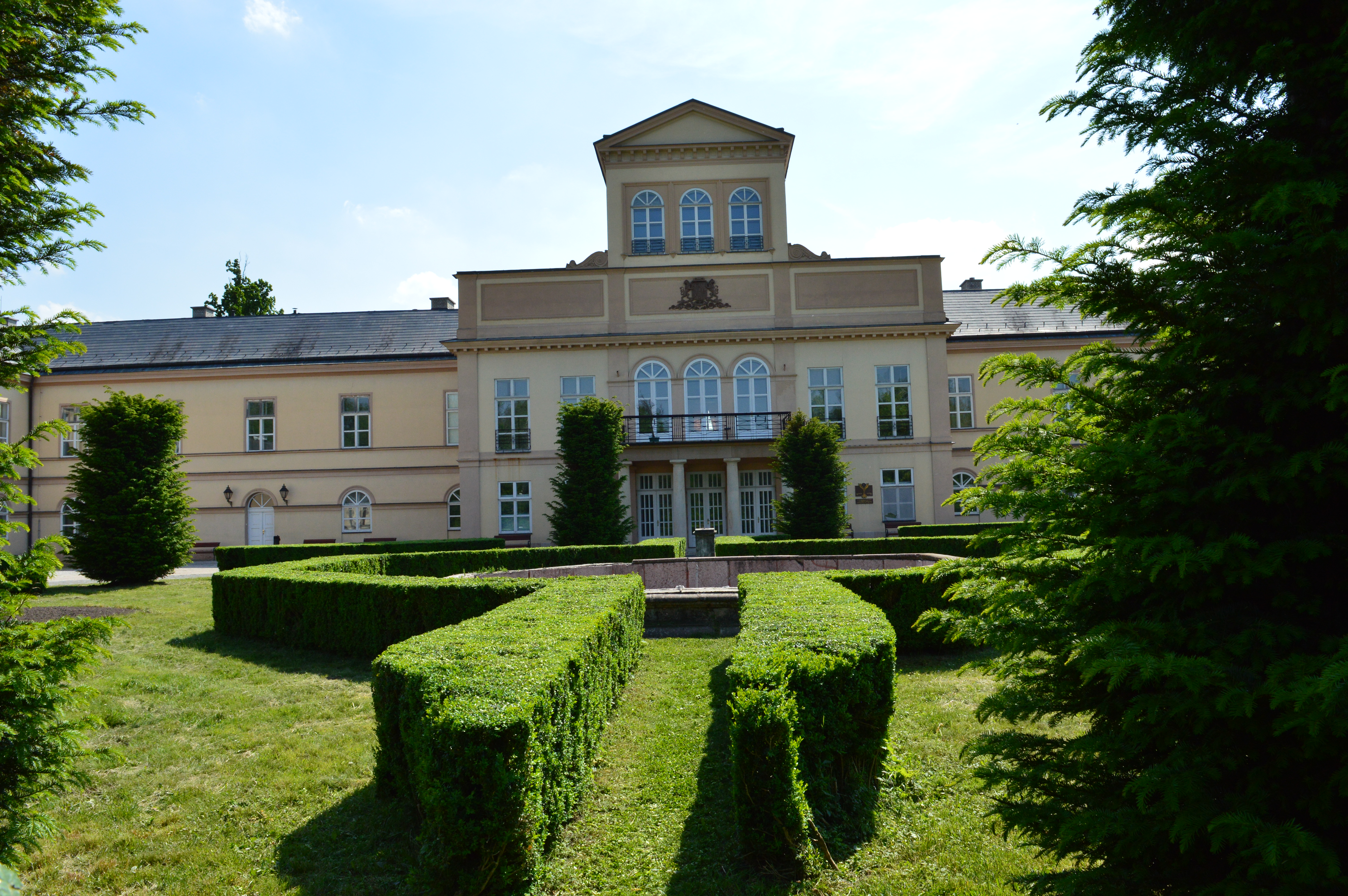
Zámek hrabat Károlyiů z Nagykároly

Prosperitu obce ukončilo protihabsburské povstání Kuruců a především smrt Dominika Ondřeje Kounice (1655–1705), po němž se obec nazývala Nové Kounice. Jeho mladší syn, diplomat a moravský zemský hejtman Maxmilián Oldřich z Kounic (1679–1746) neměl o Nové Kounice zájem, protože panství téměř nic nevynášelo, a tak je 1. dubna 1730 prodal kuruckému generálovi Alexandru (Sándorovi) Károlyimu z Nagykároly (1669–1743), který v letech 1703–1710 jako velitel vojska panství Kounice zpustošil a za své zásluhy o Uherský stát byl roku 1712 povýšen do hraběcího stavu.
Název obce Tót Megyeri se vyskytuje poprvé písemně v archivech hrabat Károlyiů roku 1725. Hrabě Sándor Károlyi dal postavit na místě bývalého zámku hraběte Kounice svůj zámek. Rodina pak obhospodařovala panství o rozloze přes 10 000 hektarů. O rozvoj obce se zasloužil hrabě Alois Károlyi (1825–1890), který po matce pocházel z rodu Kouniců. Roku 1865 založil v obci lihovar s palírnou kořalky, roku 1871 cihelnu, roku 1889 vodovod a provozoval také velkochov ovcí. Rodina Pálffyů zde měla svůj hřebčín. Poslední majitel panství, hrabě Ludvík/Lájos Károly, založil také Společnost pro lov a ochranu zvířat. Jemu bylo panství zkonfiskováno v roce 1945. V letech 1939 až 1945 byla obec na základě první vídeňské arbitráže součástí Maďarského království a obsadili ji maďarští fašisté, část slovenského obyvatelstva před nimi uprchla. 
V roce 1950 bylo založeno Jednotné zemědělské družstvo a v roce 1952 postihla obec ničivá povodeň.

### Historické názvy
- 1248 Meder
- 1690–1730 Nové Kounice
- 1725 Tót Megyery
- 1773, 1786 Megyer
- 1808 Tót-Megyer
- 1863–1913, 1938–1945 Tótmegyer,
- 1920 Slovenský Meder, 1927–1938
- 1945–1948 Slovenský Meder, Tót-Megyer
- 1948–dosud Palárikovo

## Polohopis

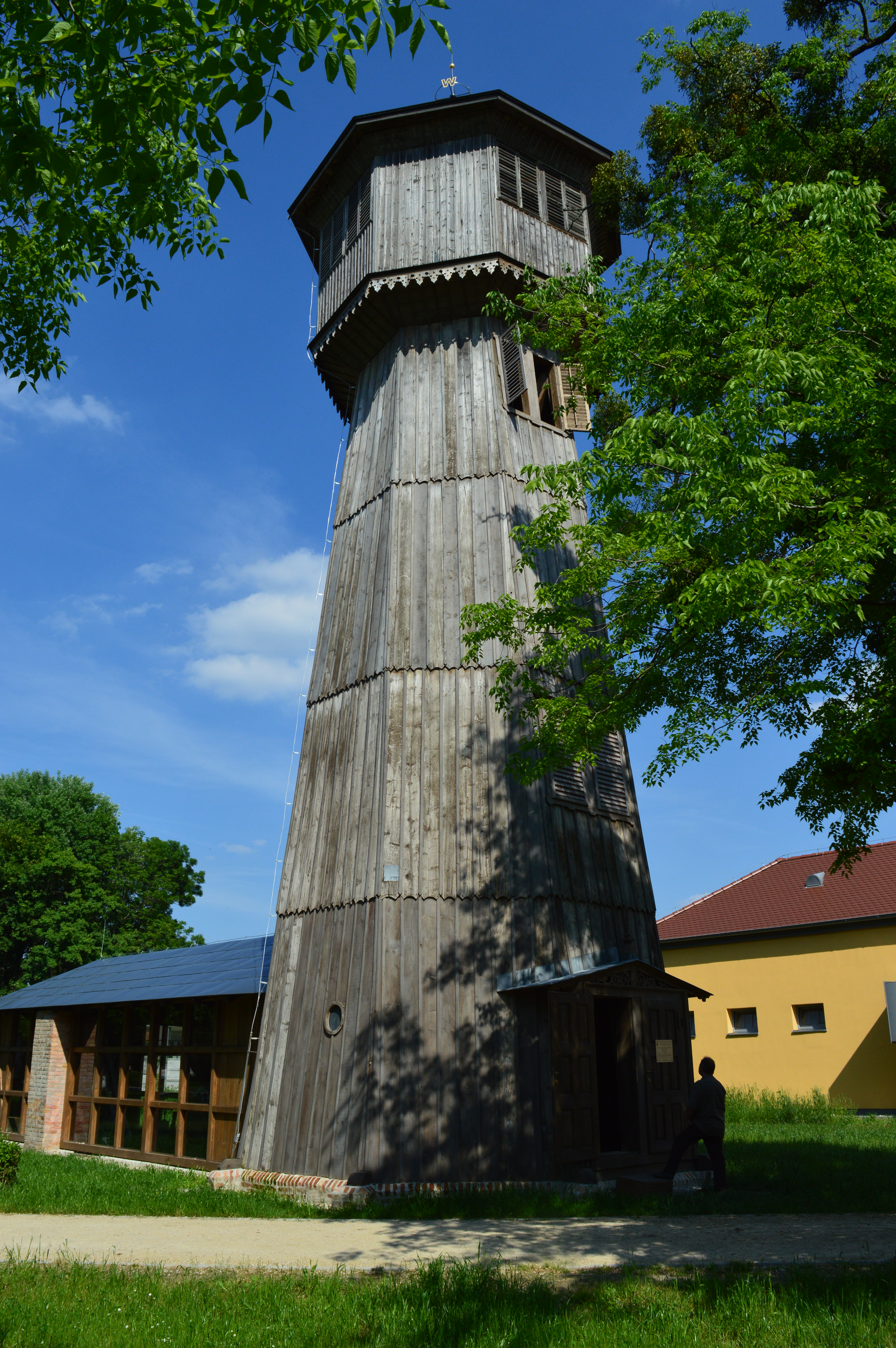
Vodárna, nyní rozhledna

Obec Palárikovo, původním názvem Slovenský Meder, leží na jihozápadním Slovensku, v Podunajské nížině, 13 km od okresního sídla Nové Zámky a 8 km od Šuran. Katastr obce o rozloze 5129 ha má rovinatý charakter, s průměrnou nadmořskou výškou 113 m n. m.

### Části obce
K obci patří místní části – Čiky, Ľudovítov, Dolný Jur, Horný Jur, Žofia a Drahy.

## Etnické složení obyvatelstva
- Slováci – 96,70 %
- Maďaři – 2,13 %
- Češi – 0,69 %
- Ukrajinci – 0,04 %
- Němci a ostatní – 0,02 %

## Památky

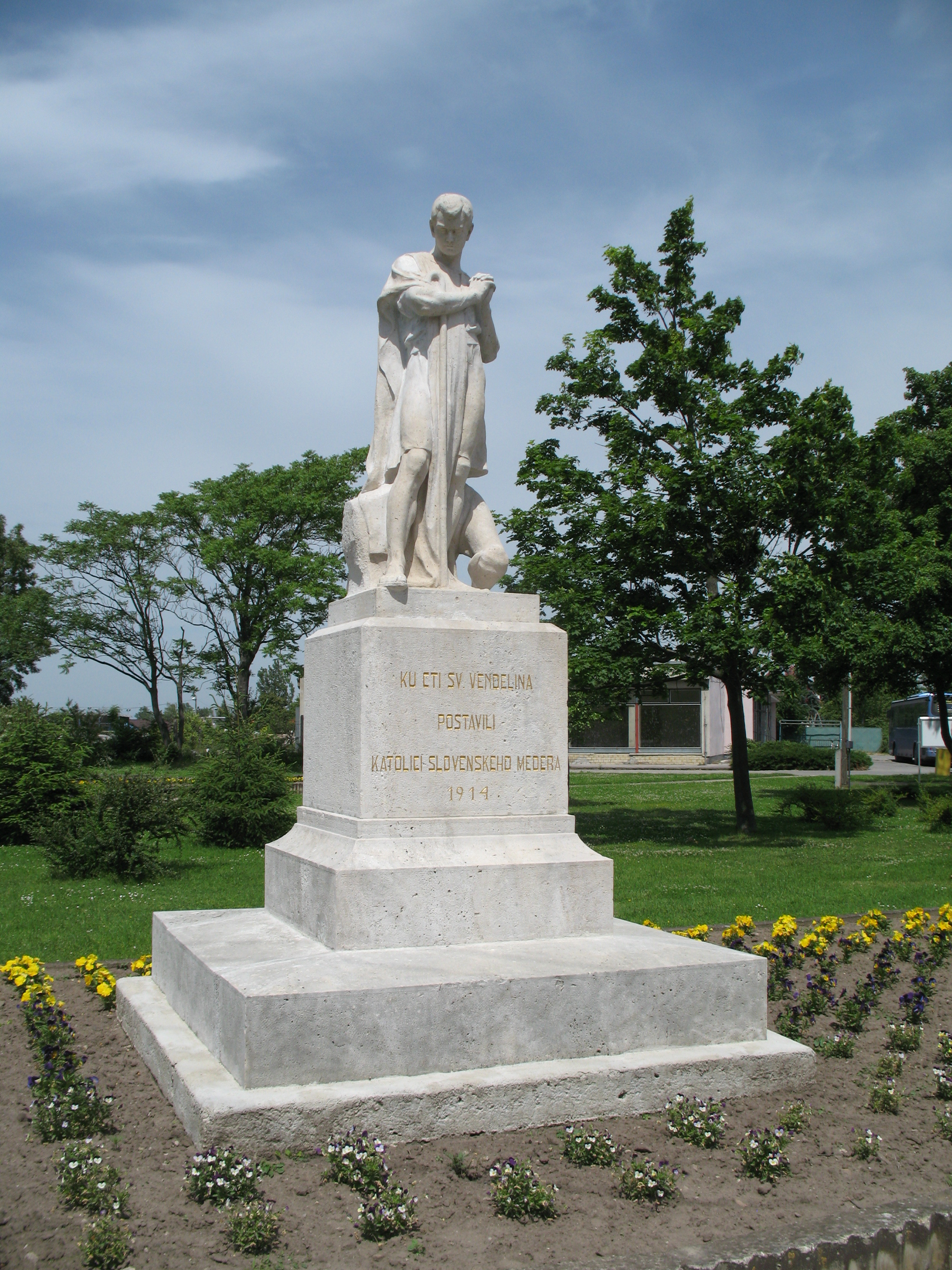
Socha sv. Vendelína

- Římskokatolický kostel sv. Jana Nepomuckého – trojlodní barokní bazilika z roku 1745, patronátní kostel hraběcí rodiny Károlyiů, jejichž kamenný erb je vsazen nad hlavní vchod; úpravy z 19. a 20. století, hlavní oltář sv. Jana Nepomuckého barokní s obrazem světce z poloviny 18. století, rokoková křtitelnice.
- Sochy: sv. Floriána z 18. století, sv. Vendelína z roku 1914
- Zámek (kaštiel) rodiny Károlyiů, třítraktová původně barokní stavba na půdorysu písmene U, vystavěná po roce 1725 na místě sídla Kouniců.[6] Novoklasicistní úpravy průčelí se sloupovým portikem proběhly roku 1866 podle projektu architekta Miklóse Ybla. V roce 1945 byl zámek zestátněn a od roku 1946 sloužil pro kanceláře Státních lesů. Dochoval se jeden nepřestavěný sál. Nad balkónem se dochoval erb Károlyiů. K zámku patří bývalé objekty bažantnice, hřebčína, hospodářského dvora, rozsáhlý anglický park a lovecký revír.
- ̈Dřevěná vodárenská věž – technická památka z roku 1869, upravená v roce 1900 a ve druhé polovině 20. století adaptovaná na rozhlednu, jíž slouží dosud.
- Panská sýpka, třípodlažní trojtraktová historizující stavba ze 60. let 19. století, zbytek hospodářského dvora.
- Boží muka

## Slavní rodáci
- Alexander Gerič (1920–1944) – slovenský válečný pilot
- Karol Strmeň, vlastním jménem Karol Bekéni (1921–1994) – romanista, redaktor slovenské exilové literatury ve Spojených státech, básník katolické moderny a překladatel poezie
- Agneša Gundová-Jergová (1926–2010) – redaktorka rozhlasové stanice Hlas Ameriky, publicistka a spisovatelka

## Doprava
Palárikovo leží na železniční trati Bratislava–Štúrovo, na které jsou železniční stanice Palárikovo a Ľudovítov. Ze železniční stanice Palárikovo vede též trať do Šuran.

## Partnerská města
- Zubří, Česko

## Galerie

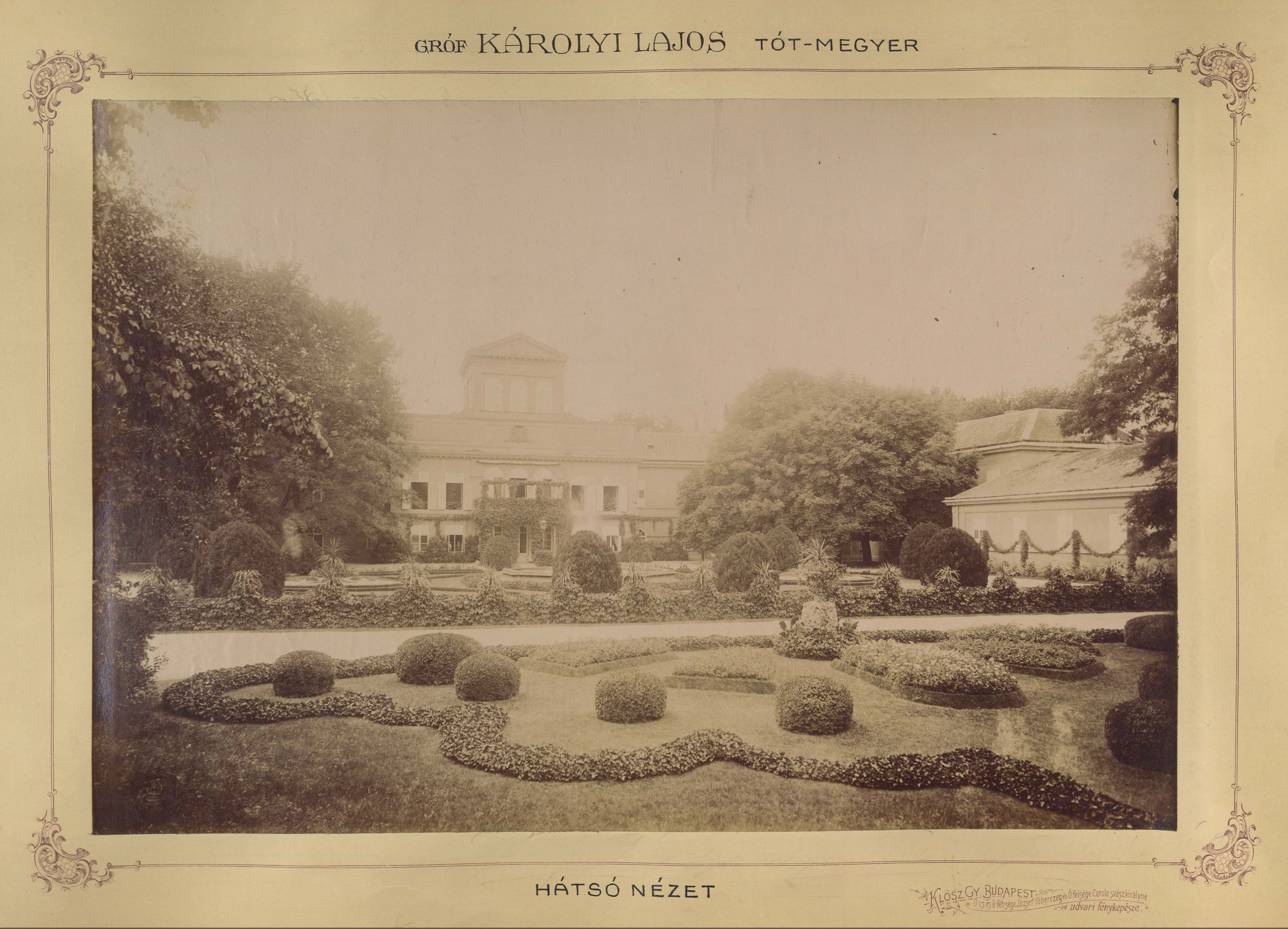
Zahradní křídlo zámku
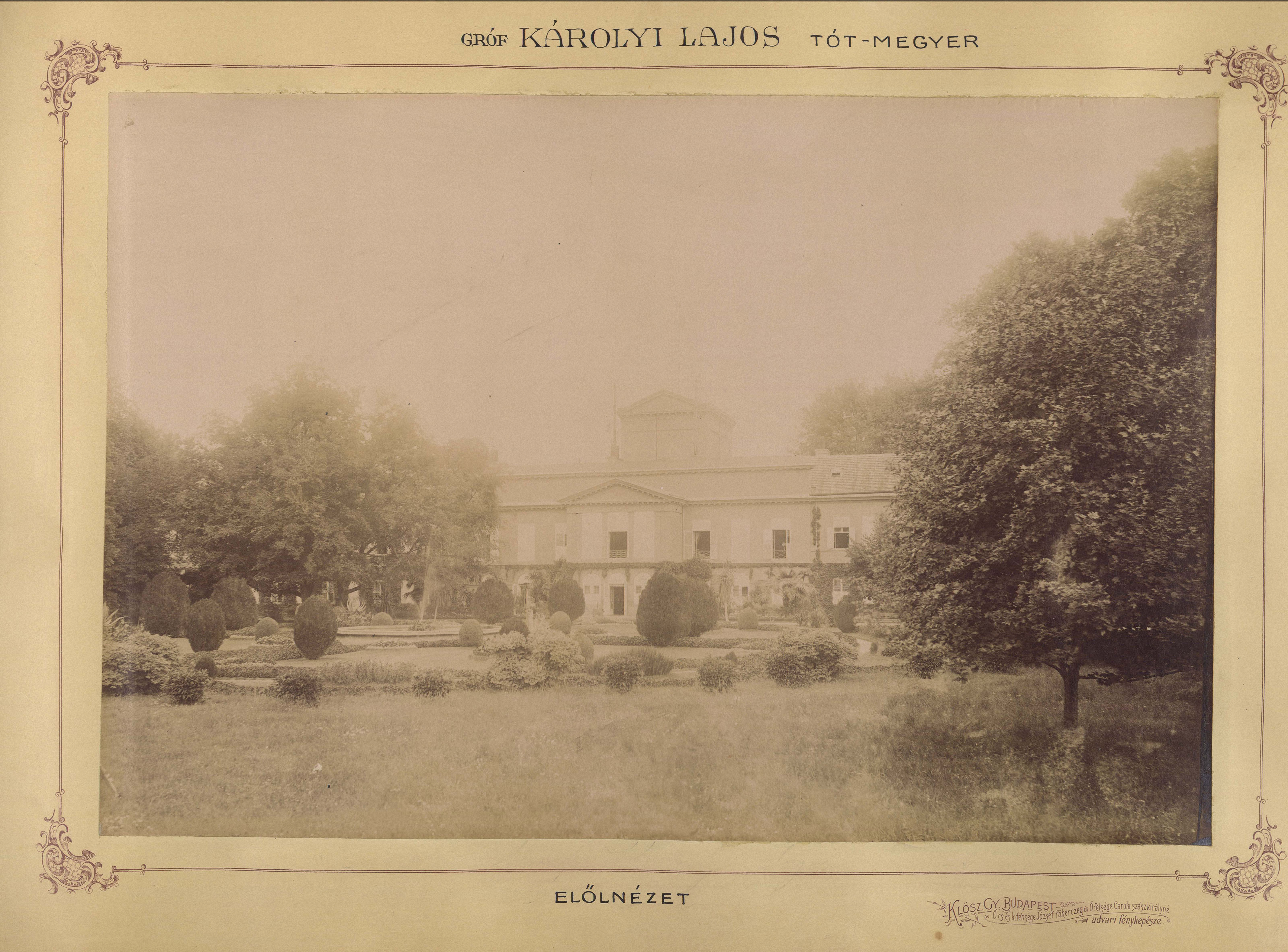
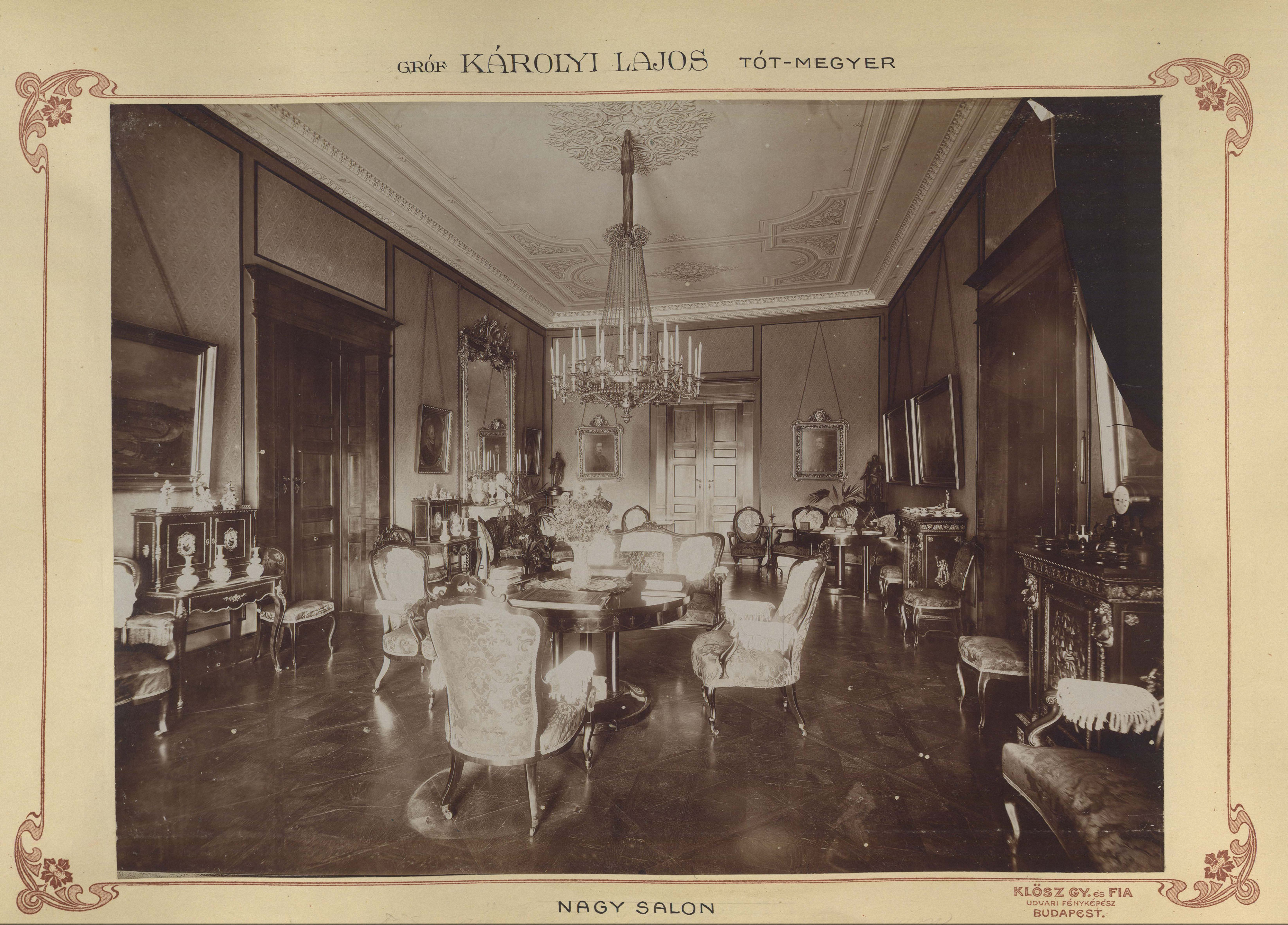
Zámek Lájoše Károlyho (1895-1899)
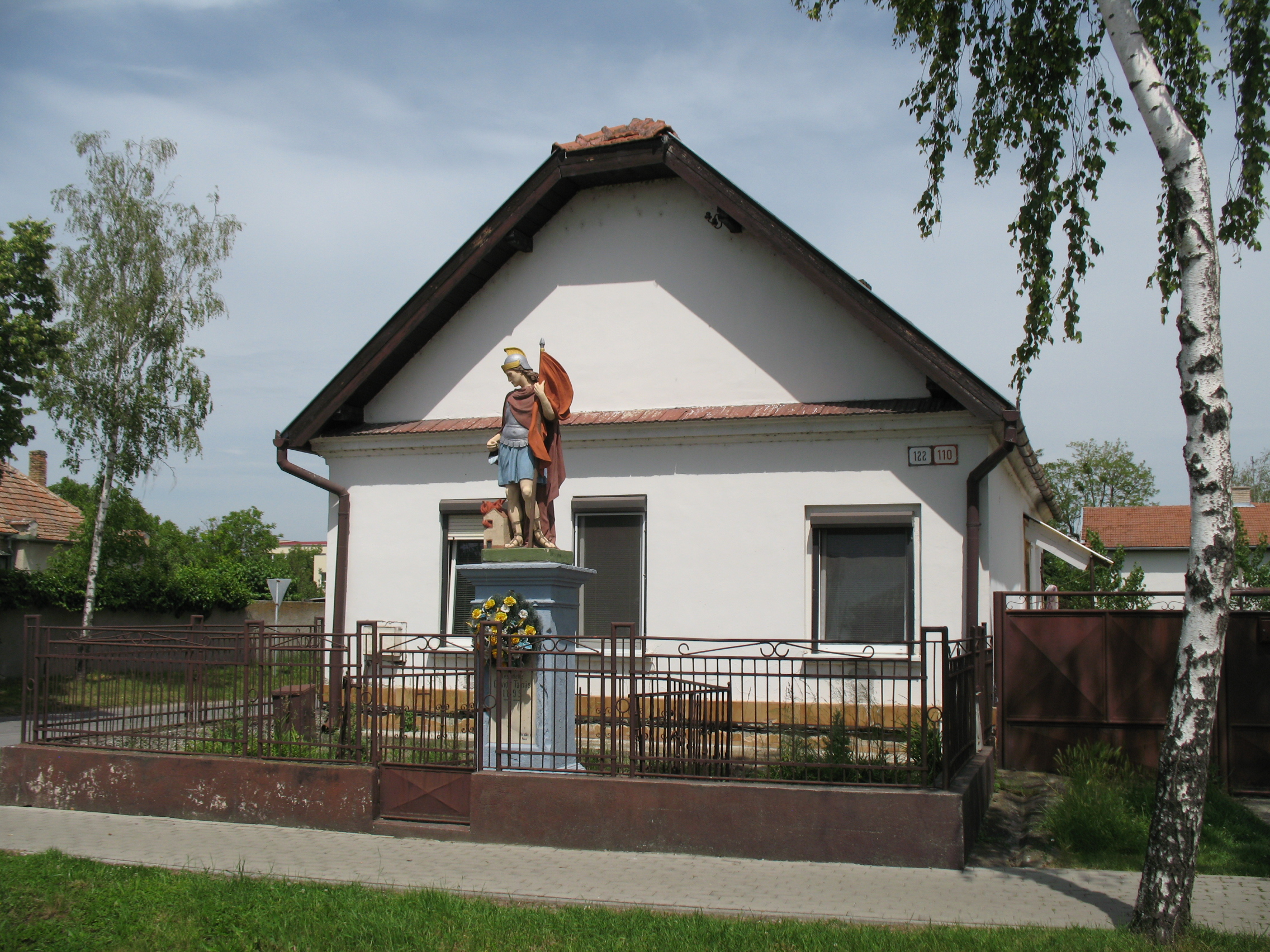
Socha sv. Floriána
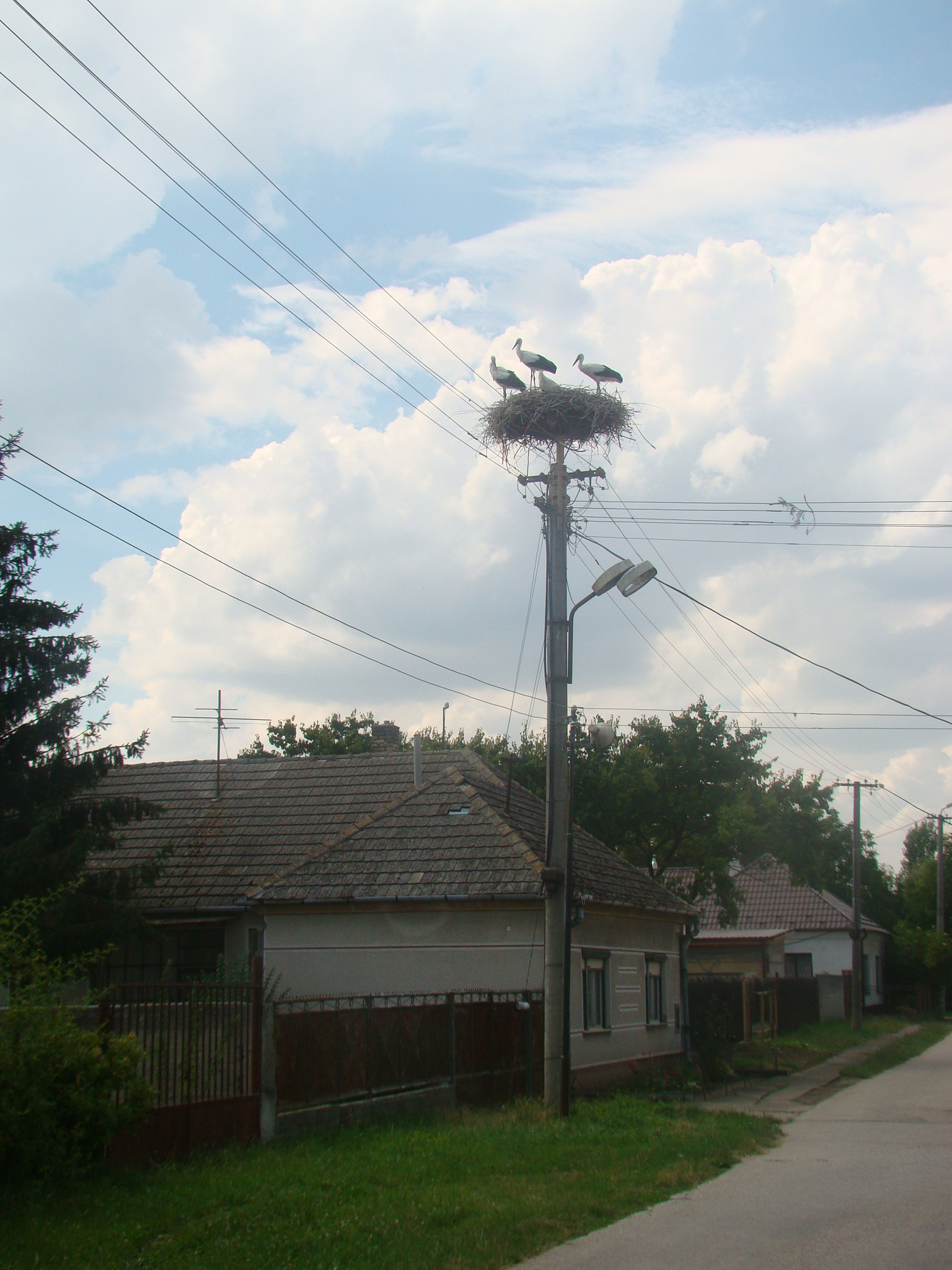
Čapí hnízdo (2014)